# Empoli Football Club
O Empoli Football Club é um clube de futebol italiano da cidade de Empoli, que disputa a Serie B, que corresponde a segunda divisão do campeonato italiano.

## História
O clube foi fundado em 1920.
Na temporada 2020-21,o Empoli ganhou a Série B e voltou a participar da Série A após ficar 2 anos fora da competição.

## Títulos
Campeonato Italiano Série B: 3  2004-05, 2017-18, 2020-21
Coppa Italia Lega Pro: 1 1995-96

## Elenco
Atualizado em 2 de dezembro de 2024. 
Legenda
- : Capitão
- : Lesão
- : Empréstimo